# Басюк Іван Олександрович
Басю́к Іва́н Олекса́ндрович, біл. Басюк Іван Аляксандравіч (1 вересня 1942, с. Гаревичі, Новогрудський район, Гродненська область) — білоруський історик, професор, доктор історичних наук.

## Біографія
Іван Олександрович Басюк народився 1 вересня 1942 року в селі Гаревичі Новогрудського району Гродненської області. У 1972 році закінчив історичний факультет Архангельського державного педагогічного інституту імені М. В. Ломоносова, у 1981 році — аспірантуру Інституту історії, філології і філософії Сибірського відділення АН СРСР у місті Новосибірськ. Наступного року там же захистив кандидатську дисертацію на тему «Становлення і розвиток соціалістичного побуту робочих Західного Сибіру у завершальний період соціалістичної реконструкції нородного господарства СРСР 1933–1937 рр.».
Служив у системі ВНУ Збройних сил СРСР.
З 1987 року працює в Гродненському державному університеті ім. Янки Купали. У 2005 році отримав вчене звання доцента і того ж року захистив у Інституті Історії НАНБ докторську дисертацію на тему «Західний особливий військовий округ — Західний фронт напередодні та в початковий період німецько-радянської війни». У 2007 році отримав вчене звання професора. З 2008 року працює на кафедрі історії держави і права.

## Наукова діяльність
Напрямки наукової діяльності: початковий період німецько-радянської війни на території Білорусі; історія білоруської державності; історія політичної та правової думки в Білорусі.
Автор близько 100 наукових праць, в тому числі 3 монографій (одна у співавторстві), 6 навчальних підручників (4 у співавторстві). Нагороджений Почесною грамотою Міністерства освіти Республіки Білорусь (2008).